# لیتل‌مور
لیتل‌مور (به انگلیسی: Littlemore) یک محله مدنی و روستا در بریتانیا است که در آکسفورد واقع شده‌است. لیتل‌مور ۱٫۸۸ کیلومتر مربع مساحت و ۵٬۶۴۶ نفر جمعیت دارد.